# Boccaccio '70
Boccaccio '70 is een Italiaanse filmkomedie uit 1962 onder regie van Mario Monicelli, Federico Fellini, Luchino Visconti en Vittorio De Sica.

## Verhaal
De film bestaat uit vier segmenten. Een jong paar houdt hun huwelijk geheim, omdat de vrouw haar baan zal verliezen als het uitlekt. Een moralist is verontwaardigd over een pikant reclamebord. Een advocaat tracht zijn huwelijk te redden, nadat hij betrapt is met prostituees. In een loterij is een werkneemster van een kermistent zelf de hoofdprijs.

## Rolverdeling
- Anita Ekberg: Anita
- Romy Schneider: Pupe
- Sophia Loren: Zoe
- Marisa Solinas: Luciana
- Germano Gilioli: Renzo
- Peppino De Filippo: Dr. Antonio
- Tomas Milian: Ottavio
- Luigi Giuliani: Gaetano
- Alfio Vita: Cuspet